# 安塔 (秘魯)
安塔（西班牙語：Anta），是秘魯的城鎮，位於該國南部庫斯科大區，是安塔省的首府，該地區居民主要從事農業和畜牧業，2005年人口1,723，居民主要使用奇楚瓦語和西班牙語。